# Lasfaillades
Lasfaillades település Franciaországban, Tarn megyében. Lakosainak száma 88 fő (2022. január 1.). Lasfaillades Anglès, Le Bez, Brassac, Cambounès, Le Rialet, Le Vintrou és Saint-Amans-Valtoret községekkel határos.

## Népesség
A település népességének változása:
| Lakosok száma | 80   | 80   | 82   | 81   | 84   | 87   | 87   | 88   | 88   |
|               | 2013 | 2015 | 2016 | 2017 | 2018 | 2019 | 2020 | 2021 | 2022 |